# Ošpice
Óšpice (latinsko morbilli) so nalezljiva otroška bolezen, ki jo povzroča virus ošpic iz rodu morbilivirusov in družine paramiksovirusov.
Virus se prenaša kapljično z okuženimi izločki ust in nosu. Virus se lahko prenese neposredno (na primer med poljubljanjem) ali posredno prek kužnih delčkov v izkihanem ali izkašljanem zraku. Ošpice so zelo nalezljive – v istem gospodinjstvu z bolnikom zboli 90 % oseb, ki niso imune, torej, ki niso že v preteklosti prebolele bolezni ali ki niso cepljene. 
Inkubacijska doba bolezni znaša 4–10 dni in v tem času simptomi ne nastopijo. Bolnik je kužen v času od pojava prvih simptomov ter še 3–5 dni po tem, ko nastopijo prvi izpuščaji.
Poročila o pojavu ošpic segajo vsaj v 7. stoletje pr. n. št., prvi znanstveni dokazi pa so iz časov, ko je perzijski zdravnik Ibn Razi (860-932) prvi opisal ošpice ter jih razločil od noric. V zadnjih 150 letih so ošpice povzročile okoli 200 milijonov smrti po vsem svetu. Leta 1954 je David Edmonston prvi izoliral virus ošpic pri enajstletnem dečku ter jih namnožil na tkivni kulturi piščančjega zarodka. Prvo odobreno cepivo je prišlo na trg leta 1963.
Sicer za zdaj velja, da preživela okužba z divjim sevom virusa povzroči dosmrtno imunost, vendar so opisani primeri ponovnih okužb. Imunost lahko po okužbi, še hitreje pa po cepljenju, upada in ob ponovnem stiku s povzročiteljem lahko pride zopet do pojava blažje oblike bolezni, tako imenovanih modificiranih ošpic.

## Zgradba virusa
Virus ošpic je negativno polaren RNK virus s kapsido in lipidnim ovojem. Virus ima v genomu kodiranih osem beljakovin: F, C, H, L, M, N, P in V. Glikoproteina H in F sta del ovojnice, beljakovine N, P in L pa skupaj tvorijo nukleokapsido. N je nukleoprotein in je del nukleokapside. Beljakovini L in P tvorita transkripcijski kompleks. Beljakovina M se imenuje tudi matriksni protein in da virusu stabilnost in poveže ribonukleoproteine s proteini ovojnice. Beljakovina H je pomembna za pritrjevanje virusa na celico. Beljakovina F ima vlogo pri razširjanju virusa iz ene celice v drugo ter pomaga virusni RNK pri vstopu v celico.

## Vstop v celico
Virus vstopi v celico tako, da se z beljakovino H v ovojnici veže na celični receptor SLAMF1, nektin-4 ali CD46. Divji tip se na veže SLAMF-1 in nektin-4. Na CD46  se divji virus ne veže, ker ni močno vezavno mesto. Vezava na celični receptor povzroči, da beljakovina F spremeni konformacijo in tvori se fuzijska pora, da lahko ribonukleokapsida pride v citoplazmo.

## Epidemiologija
Pred uvedbo cepljenja so zbolevali zlasti dojenčki in majhni otroci v gosto naseljenih mestnih okoljih, pri katerih je tveganje za zaplete večje. V manj gosto naseljenih predelih z nizko precepljenostjo se je bolezen pojavljala med predšolskimi in osnovnošolskimi otroci. V času visoke precepljenosti so se ošpice pojavljajo pri mladostnikih in mlajših odraslih, ki niso bili cepljeni in niso predhodno preboleli okužbe.
V Sloveniji so se leta 2010 zopet pojavile ošpice, po tem, ko več kot 10 let ni bilo okužb. V letu 2011 je bilo prijavljenih 22 primerov okužb z ošpicami. Sicer je zaradi obveznosti cepljenja v Sloveniji precepljenost prebivalstva dovolj visoka, da ovira kroženje virusa med prebivalstvom. Ker nasprotovanje obveznemu cepljenju narašča, lahko pričakujemo v Sloveniji večjo pojavnost ošpic. Izbruhi ošpic se lahko namreč pojavljajo v populaciji, kjer je občutljivih za ošpice (tistih, ki niso bili cepljeni in v preteklosti še niso zboleli za ošpicami) celo manj kot 10 % prebivalstva.

## Potek bolezni
Okužba z virusom ošpic lahko povzroči različne klinične slike:
- klasične ošpice – pri imunokompetentnih bolnikih,
- modificirane (tudi mitigirane) ošpice – pri bolnikih z nepopolno imunostjo,
- atipične ošpice – pri bolnikih, ki so bili cepljeni z mrtvim cepivom,
- hude ošpice – pri osebah z okrnjeno imunostjo npr. pri bolnikih s HIV).

Najpogostejši simptomi so vročina, ki traja vsaj tri dni, kašelj, nahod in vnetje veznice (konjuktivitis). Vročina lahko preseže tudi 40 °C. Preden izbruhnejo izpuščaji, se v ustih pojavijo Koplikove pege, belkaste lise na ustni sluznici, ki so značilne le za ošpice, vendar v vseh primerih niso opazne. 
Značilen makulopapulozen izpuščaj se pojavlja po glavi, trupu in udih. Pojavi se nekaj dni po začetku povišane temperature. Prvi izpuščaji se pojavijo praviloma na glavi ter se širijo po vsem telesu in povzročajo srbež. Sprva so izpuščaji rdeči, nato pa postanejo rjavi, preden izginejo.

### Klasične ošpice
Inkubacijska doba traja od 7 do 21, v povprečju od 10 do 14 dni. Za prodromalno obdobje je značilen pojav simptomov, kot so vročina, splošno slabo počutje, izguba teka, pojavijo se kataralni znaki, kot so konjunktivitis, nahod in suh kašelj. Vročina je običajno visoka (38–40 ºC) samo prvi, lahko tudi drugi dan, nato pade, splošno počutje se izboljša. Za ošpice značilen
enantem, znan kot Koplíkove pege, se pojavi drugi ali tretji dan prodromov. So majhne, mlečno bele in obdane z ozkim rdečim robom. Trajajo 2 do 6 dni in praviloma izginejo pred nastopom izpuščaja, ki se začne za ušesi in se običajno širi na obraz, telo in okončine. Ob pojavu izpuščaja lahko telesna temperatura znova naraste. Po treh dneh se izpuščaj začne zlivati in bledeti ter v 4 do 7 dneh izgine. Bolnik je kužen že 4 dni pred pojavom izpuščaja in še 4 dni po izpuščaju.

### Modificirane ošpice
Pri delno imuni osebi pride do tako imenovanih modificiranih ali mitigiranih ošpic. Potek bolezni je blažji, inkubacijska doba pa je lahko daljša. Pojavljajo se pri novorojenčkih zaradi prenosa transplacentalnih protiteles od matere na otroka, pri osebah, ki so prejele imunoglobuline, pri osebah, cepljenih proti ošpicam, s sekundarno neodzivnostjo
na cepljenje in pri osebah, ki so ošpice prebolele in je prišlo do ponovne okužbe.

### Atipične ošpice
Atipične ošpice se lahko pojavijo pri osebah z nepopolno imunostjo, in sicer pri tistih, ki so bili nekoč cepljeni s starim mrtvim cepivom, ki se danes več ne uporablja, ali pri osebah, cepljenih z oslabljenim cepivom, ki pa je izgubilo učinkovitost zaradi nenamernega neustreznega shranjevanja. Tako cepivo ne omogoča preprečitve okužbe, povzroči pa spremembo na odziv okužbe. Bolezen nastopi nenadno z visoko vročino, glavoboli, kašljem in bolečinami v trebuhu. Izpuščaj se običajno pojavi v enem do dveh dneh, pogosto se začne na okončinah. Pride lahko do otekanja rok in stopal, pogosto pa se razvije tudi pljučnica, ki lahko vztraja tudi tri mesece ali več.

### Hude ošpice
Huda oblika ošpic se pojavlja zlasti pri bolnikih z oslabljenim imunskim sistemom (pomanjkljivost T-celic pri levkemijah, limfomih, okužbi s HIV) in tudi pri nedohranjenih otrocih v državah v razvoju, posebno pri tistih s pomanjkanjem vitamina A. Smrtnost pri teh bolnikih je lahko do 25-odstotna.

## Zapleti
Največje tveganje za zaplete in tudi smrt je pri dojenčkih in imunsko oslabljenih bolnikih. Zapleti se pojavijo pri približno 30 % primerov. Pri novorojenčkih in dojenčkih lahko ošpice povzročijo hudo drisko s posledično izsušitvijo (dehidracijo). Otroci lahko prav tako zbolijo za vnetjem srednjega ušesa in hudo pljučnico, ki je najpogosteje vzrok za smrt. Redkeje se kot zaplet lahko razvije tudi vnetje osrednjega živčevja.
V državah v razvoju, kjer pogosto otrokom pogosto primanjkuje vitamin A, se lahko zaradi ošpic razvije keratitis, kar lahko sledi v slepoto.

## Diagnoza in zdravljenje
Klinična diagnoza je potrjena, če traja vročina vsaj tri dni, ob tem pa je prisoten vsaj eden od treh simptomov - kašlja, nahoda ali vnetja veznice. Diagnostično pomembne so tudi Koplikove pege.
Laboratorijsko se lahko diagnoza potrdi z dokazom specifičnih protiteles IgM ali izolacijo virusne RNK iz vzorca iz dihal. 
Močan diagnostičen dokaz je tudi stik bolnika z osebo, ki je bila okužena z ošpicami.
Zaenkrat ne poznamo še nobenih protivirusnih zdravil, s katerimi bi lahko učinkovito zdravili ošpice. Na voljo je le podporno zdravljenje. Ključno za ozdravitev je, da bolnik počiva in s pitjem zadostnih količin tekočine preprečuje dehidracijo. Antibiotike lahko uporabimo le takrat, kadar se pojavijo bakterijski zapleti ošpic.

## Cepljenje
V Sloveniji so obvezno cepljenje z enim odmerkom cepiva uvedli leta 1968, od leta 1979 pa se je izvajalo z dvema odmerkoma. Od leta 1990 se uporablja kombinirano cepivo proti ošpicam, rdečkam in mumpsu v dveh odmerkih. Uporablja se kombinirano cepivo z živimi oslabljenimi virusi. Prvi odmerek otrok prejme v starosti od 12 do 18 mesecev, drugi odmerek pa pri 5 do 6 let.
Znanstveniki so ugotovili, da bi morali vsaj 5 antigenskih morajo biti spremenjeni, da se lahko virus izogne nevtralizaciji s protitelesi, možnost, da se to zgodi so skoraj ničelne.